# Gonatocerus aethalionis
Gonatocerus aethalionis is een vliesvleugelig insect uit de familie Mymaridae. De wetenschappelijke naam is voor het eerst geldig gepubliceerd in 1938 door Ogloblin.